# Прапор Херента
Прапор Херента був офіційно затверджений муніципальною радою 25 лютого 1986 року як муніципальний прапор муніципалітету Херент в провінції Фламандський Брабант. 1 липня 1986 року він був підтверджений урядом Фландрії та остаточно опублікований 3 грудня 1987 року в офіційному бельгійському державному віснику. 

Офіційно прапор описується так: 
Почетвертована 1. синя з жовтою сидячою, зверненою обличчям і коронованою Богородицею з німбом, яка тримає Дитя Ісуса з німбом на лівій руці та лілією в правій руці 2. чорна з жовтим оберненим левом, червоними кігтями та язиком, у нижньому лівому куту жовта літера W 3. чорний із зображенням жовтого лева, із червоними пазурами та язиком 4. білий із синьою смугою вгорі, складений під кутом із трьох частин, із трьома жовтими ліліями.
Прапор повністю заснований на муніципальному гербі і тому виглядає абсолютно однаково. Леви взяті з фламандського прапора.

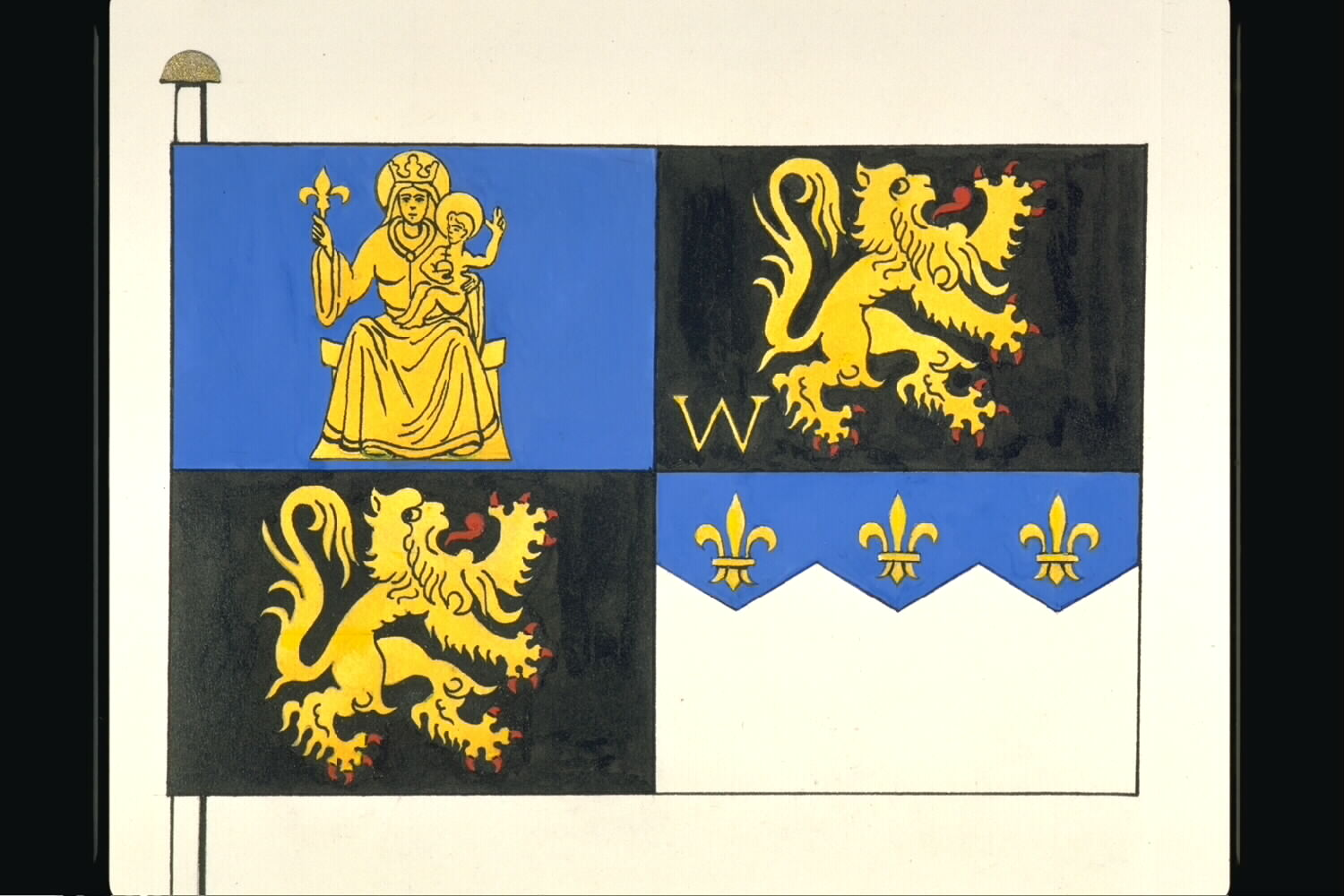
Офіційний малюнок прапора
Прапор Фландрії
Герб Херента

## Конструкції

### Дизайн МуніципалітетХерент
Муніципалітет Херента отримав герб 9 липня 1861 року, який сходить до печаток Олдерменського банку XIV-XVI століть і описується так:
«лазур із сидячою Пресвятою Богородицею, що дивиться вгору, у короні та з німбом, тримає Дитятко Ісуса на лівій руці та квітку лілії в правій руці, все зроблене із золота»

### Дизайн Муніципалітет Вінкселе
Муніципалітет Вінкселе отримав герб 24 квітня 1912 року, який сходить до печаток олдерменів XIV-XVI століть і описується так:
«перевернутий золотий лев із пазурами та язиком у горлі, супроводжується зліва літерою W, також зробленою із золота»
Лев з опису заснований на брабантському леві.

### Дизайн Суб-муніципалітет Велтем-Бейсем
Муніципалітет Велтем-Байзем отримав герб 29 березня 1961 року, який сходить до печаток Шепенбанку 14-16 століття і описується так:
«герб, що складається з двох щитів, розташованих поруч, описаний у відповідному муніципальному рішенні як «праворуч, шабля з перевернутим левом із золота, озброєний і з язиком у горлі, зліва срібний із головою щита кут в лазурі з трьох частин, навантажений трьома золотими ліліями", правий щит сходить до старих печаток Олдерменського банку Велтема, лівий - на гербі родини де Робіано, останніх володарів Бейсема"

## Використання
Хоча муніципалітет має власний прапор, муніципальна рада не використовує його на своїх громадських будівлях, а використовує прапор муніципального департаменту Херент.